# Andreas Haider-Maurer
Andreas Haider-Maurer (Zwettl, 22 maart 1987) is een Oostenrijks tennisser. Hij begon zijn professionele loopbaan in 2005. Sindsdien won hij negen challenger- en negen futurestoernooien in het enkelspel. Haider-Maurers beste prestatie in een ATP-toernooi is het bereiken van de finale van het ATP-toernooi van Wenen in 2010, waarin hij in drie sets verloor van landgenoot Jürgen Melzer.

## Palmares
| Legenda                       | Legenda               |
| ----------------------------- | --------------------- |
| Grand Slam                    |                       |
| Olympische Spelen             |                       |
| tot 2009                      | vanaf 2009            |
| Tennis Masters Cup            | ATP Finals            |
| ATP Masters Series            | ATP Tour Masters 1000 |
| ATP International Series Gold | ATP Tour 500          |
| ATP International Series      | ATP Tour 250          |

### Enkelspel
| Nr.                  | Datum             | Toernooi      | Ondergrond    | Tegenstander in finale | Score                | Details |
| -------------------- | ----------------- | ------------- | ------------- | ---------------------- | -------------------- | ------- |
| Verloren finales     |                   |               |               |                        |                      |         |
| 1.                   | 31 oktober 2010   | ATP Wenen     | Hardcourt (i) | Jürgen Melzer          | 7-6(10), 6-7(4), 4-6 | Details |
| Gewonnen challengers |                   |               |               |                        |                      |         |
| 1.                   | 27 maart 2011     | Caltanissetta | Gravel        | Matteo Viola           | 6-1, 7-6(1)          |         |
| 2.                   | 2 september 2012  | Como          | Gravel        | Joao Sousa             | 6-3, 6-4             |         |
| 3.                   | 9 september 2012  | Brasov        | Gravel        | Adrian Ungur           | 3-6, 7-5, 6-2        |         |
| 4.                   | 7 juli 2013       | Timisoara     | Gravel        | Ruben Ramirez Hidalgo  | 6-4, 3-6, 6-4        |         |
| 5.                   | 21 juli 2013      | Poznan        | Gravel        | Damir Dzumhur          | 4-6, 6-1, 7-5        |         |
| 6.                   | 8 september 2013  | Brasov        | Gravel        | Gerald Melzer          | 6-7(9), 6-4, 6-2     |         |
| 7.                   | 7 september 2014  | Brasov        | Gravel        | Guillaume Rufin        | 6-3, 6-2             |         |
| 8.                   | 21 september 2014 | Trnava        | Gravel        | Antonio Veic           | 2-6, 6-3, 7-6(4)     |         |
| 9.                   | 23 augustus 2015  | Meerbusch     | Gravel        | Carlos Berlocq         | 6-2, 6-4             |         |

## Resultaten grote toernooien
| Legenda | Legenda                          |
| ------- | -------------------------------- |
| g.t.    | geen toernooi gehouden           |
| l.c.    | lagere categorie                 |
| –       | niet deelgenomen                 |
| G       | uitgeschakeld in de groepsfase   |
| 1R      | uitgeschakeld in de eerste ronde |
| 2R      | uitgeschakeld in de tweede ronde |
| 3R      | uitgeschakeld in de derde ronde  |
| 4R      | uitgeschakeld in de vierde ronde |
| KF      | uitgeschakeld in de kwartfinale  |
| HF      | uitgeschakeld in de halve finale |
| F       | de finale verloren               |
| W       | het toernooi gewonnen            |
| w-v     | winst/verlies-balans             |

### Enkelspel
| toernooi             | 2010 | 2011 | 2012 | 2013 | 2014 | 2015 | 2016 | 2017 | 2018 |
| -------------------- | ---- | ---- | ---- | ---- | ---- | ---- | ---- | ---- | ---- |
| grandslamtoernooien  |      |      |      |      |      |      |      |      |      |
| Australian Open      | –    | –    | –    | –    | –    | 1R   | –    | –    | 1R   |
| Roland Garros        | –    | 2R   | 1R   | 1R   | 2R   | 1R   | –    | –    | 1R   |
| Wimbledon            | –    | 2R   | –    | 1R   | 2R   | 1R   | –    | 1R   | –    |
| US Open              | 1R   | 1R   | –    | 2R   | 1R   | 2R   | –    | 1R   | –    |
| ATP Masters 1000     |      |      |      |      |      |      |      |      |      |
| Indian Wells         | –    | –    | –    | –    | –    | 1R   | –    | –    | –    |
| Miami                | –    | –    | –    | –    | –    | 1R   | –    | –    | –    |
| Monte Carlo          | –    | –    | –    | –    | –    | 3R   | –    | –    | –    |
| Madrid               | –    | –    | –    | –    | –    | –    | –    | –    | –    |
| Rome                 | –    | –    | –    | –    | –    | –    | –    | –    | –    |
| Montréal/Toronto     | –    | –    | –    | –    | –    | –    | –    | –    | –    |
| Cincinnati           | –    | –    | –    | –    | –    | –    | –    | –    | –    |
| Shanghai             | –    | –    | –    | –    | –    | 1R   | –    | –    | –    |
| Parijs               | –    | –    | –    | –    | –    | –    | –    | –    | –    |
| olympisch            |      |      |      |      |      |      |      |      |      |
| Olympische Spelen    | g.t. | g.t. | –    | g.t. | g.t. | g.t. | –    | g.t. | g.t. |
| statistieken         |      |      |      |      |      |      |      |      |      |
| totaal aantal titels | 0    | 0    | 0    | 0    | 0    | 0    | 0    | 0    | 0    |
| eindejaarsranking    | 119  | 128  | 112  | 112  | 82   | 63   | —    | 452  |      |

### Dubbelspel
| toernooi             | 2011 | 2012 | 2013 | 2014 | 2015 | 2016 | 2017 | 2018 |
| -------------------- | ---- | ---- | ---- | ---- | ---- | ---- | ---- | ---- |
| grandslamtoernooien  |      |      |      |      |      |      |      |      |
| Australian Open      | –    | –    | –    | –    | 1R   | –    | –    | 1R   |
| Roland Garros        | –    | –    | –    | –    | 1R   | –    | –    | –    |
| Wimbledon            | –    | –    | –    | –    | 1R   | –    | 1R   | –    |
| US Open              | 1R   | –    | –    | –    | –    | –    | 1R   | –    |
| ATP Masters 1000     |      |      |      |      |      |      |      |      |
| (nog) geen deelnames |      |      |      |      |      |      |      |      |
| olympisch            |      |      |      |      |      |      |      |      |
| Olympische Spelen    | g.t. | –    | g.t. | g.t. | g.t. | –    | g.t. | g.t. |
| statistieken         |      |      |      |      |      |      |      |      |
| totaal aantal titels | 0    | 0    | 0    | 0    | 0    | 0    | 0    | 0    |
| eindejaarsranking    | 505  | 1170 | —    | 991  | 701  | —    | —    |      |

## Trivia
- Het Österreichischer Tennisverband (Oostenrijkse tennisbond) ontving in 2008 en 2009 respectievelijk een subsidie van € 9.000 en € 6.000 vanuit de federale overheid van Oostenrijk, ten behoeve van het topsportprogramma van Andreas Haider-Maurer, in het kader van de subsidieregeling voor topsportprojecten „Team Rot-Weiß-Rot (TRWR)”.[1][2]